# Julpo-myeon
Julpo-myeon (koreanska: 줄포면) är en socken i Sydkorea. Den ligger i kommunen Buan-gun i  provinsen Norra Jeolla, i den västra delen av landet, 220 km söder om huvudstaden Seoul.